# Labidostomis pachysoma
Labidostomis pachysoma là một loài bọ cánh cứng trong họ Chrysomelidae. Loài này được L. Medvedev miêu tả khoa học năm 1965.